# Altyn Asyr FK
Altyn Asyr FK is een Turkmeense voetbalclub uit de hoofdstad Asjchabad.
De club werd in 2008 opgericht en begon direct in de Ýokary Liga. In 2009 werd de Turkmeense voetbalbeker gewonnen en in 2010 werd Altyn Asyr tweede in de competitie. Altyn Asyr werd in 2014 voor het eerst landskampioen en won ook de vijf volgende kampioenschappen. De club verloor de finale van de AFC Cup 2018 van Al-Quwa Al-Jawiya uit Irak.

## Erelijst
Ýokary Liga
2014, 2015, 2016, 2017, 2018, 2019, 2020, 2021
Turkmeense voetbalbeker
2009, 2015, 2016, 2019, 2020
Turkmeense supercup
2015, 2016, 2017, 2018, 2019
Presidentsbeker
2010, 2011